# Manual do Escoteiro-Mirim
O Manual do Escoteiro-Mirim, ou Manual dos Escoteiros ("Junior Woodchucks Guidebook", em inglês), é um livro fictício no universo de Patópolis da Disney sendo apresentado em banda desenhada da Disney e na animação Ducktales.
O livro foi citado pela primeira vez na história "O Segredo da Atlântida" (The Secret of Atlantis), publicado na revista Uncle Scrooge 05 de 1954. Criado por Carl Barks, o Manual teve como inspiração o "Boy Scout Handbook" publicado pela Boy Scouts of America desde junho de 1911.
Nas histórias, o livro era utilizado como um deus ex machina, livrando Huguinho, Zezinho e Luisinho e seus tios Donald e Patinhas de situações perigosas ou fornecendo pistas para a solução de enigmas, em tese, insolúveis.

## História
De acordo a história "The Guardians Of The Lost Library" do cartunista Don Rosa, o livro foi criado por Fenton Penaleve a partir das informações mais relevantes contida nos tomos pertencentes a Biblioteca de Alexandria.
Localizada na cidade de Alexandria, a Biblioteca foi criada em homenagem a Alexandre, o Grande pelo general Ptolomeu e reunia todo o conhecimento do mundo antigo. Anos após a morte de Alexandre, Cleópatra ordenou a formação dos "Guardiões da Grande Biblioteca" para proteger o acervo da biblioteca. A medida foi tomada após o imperador Júlio César ordenar a destruição de um depósito de papiros. Após sobreviver a destruição de hordas de bárbaros, os papiros foram guardados na tumba onde jaziam Cleópatra e Alexandre.
Mesmo após a morte de Cleópatra, os Guardiões continuaram a proteger o conteúdo. Cerca de 500 após a destruição do prédio original da Biblioteca de Alexandria, cópias de todos os papiros foram enviados para Constantinopla, capital do Império Bizantino. No ano de 1204, durante a Quarta Cruzada, Bizâncio foi saqueada pelos cruzados. A Biblioteca foi integralmente transportada para Veneza sendo guardada na Abadia de San Sianti.
Em seu novo local, a Biblioteca foi palco de estudos para Leonardo da Vinci e Michelangelo. Novos volumes foram adicionados a Bibliotecas a partir de doações de cópias do Grande Livro de Kublai Khan trazidas por Marco Polo.
Em 1485 os livros foram declarados perdidos após a queda da torre do sino da Abadia de San Sianti. Na queda os livros foram literalmente jogados na galeria de esgotos de Veneza, de onde nunca mais seriam resgatados. Antes do acidente, porém, os monges de San Sianti copiaram os tomos da biblioteca. A coleção foi adquirida pelo livreiro Cristóvão Colombo e em seguida vendida a Lorenzo de Medici. Entretanto, Colombo percebeu o valor da obra e nunca entregou a coleção.
No ano de 1498, Colombo transportou os livros para a Mansão do Governador em São Domingo, na América Central. O Rei da Espanha, ciente da coleção, confisca a Biblioteca e ordenou a prisão de Colombo. Em 1535 a Biblioteca é enviada para Lima, capital do Perú. A partir de 1551, os espanhóis passam a registrar o conhecimento de povos como os Maias, os Astecas, os Incas e os Olmecas. As anotações resultantes foram integradas a Biblioteca de Alexandria.
Em 1579 os livros foram embarcados no navio Nuestra Señora para serem transportados para a Espanha. Durante a travessia no Atlântico, o navio é abordado pelo pirata Sir Francis Drake. A carga é roubada por Drake, que trabalhava em nome da coroa britânica. Na batalha, o navio de Drake é avariado, o que obriga o capitão a aportar na costa da atual Calisota. No alto da Colina Mata Cavalo,  foi erguido um forte para guardar os tomos da Biblioteca.
Drake parte de Calisota, mas deixa uma pequena equipe para guardar e copiar os livros. Entre os homens estava Fenton Penaleve que contribuiu para seleção de informações. Essas informações foram compiladas em um único livro, que foi guardada em uma caixa metálica. O forte passou a ser atacado por ameríndios e Penaleve, em seu último ato para proteger os livros, trancou-se sozinho no cofre subterrâneo construído para abrigar a biblioteca.
A biblioteca foi descoberta séculos depois por Cornélios Patus, fundador de Patópolis. Cornélios localizou o cofre, enterrou Penaleve e localizou o livro produzido pelos Guardiões. Esse tomo foi entregue Cipriano Patus, filho de Cornélios, que fundaria anos mais tarde a corporação escoteiros-mirim.
O livro encontrado no forte por Cornélios está atualmente em exposição na sede dos escoteiros-mirim.

## Conteúdo
O Manual do Escoteiro-Mirim é pequeno o bastante para caber facilmente na mochila comum de um escoteiro-mirim, mas quase nunca deixa de fornecer a informação que se precisa. Em particular, contém informações de tesouros perdidos, um guia de sobrevivência completo, informações históricas e técnicas extensas e vocabulários em várias línguas mais ou mais menos comuns (como um glossário mínimo de lagartos). No entanto, não contém informações que um escoteiro-mirim já deve saber, como a posição do Cabo da Boa Esperança.
Uma das gags geradas nas histórias dos Escoteiros Mirins é que o livro não contém informações sobre coisas inexistentes. A situação foi apresentada no episódio "The Golden Fleecing",  da série DuckTales, em que os três sobrinhos enfrentaram um dragão; quando consultaram o Manual, o verbete "Dragões" informava que, já que dragões não existiam, não havia nenhuma razão para incluir informação sobre eles. No entanto, na história homônima em que esse episódio foi baseado (publicado em Uncle Scrooge 12), o guia tinha uma capítulo sobre dragões. Os escoteiros descobrem uma forma de fazer um dragão dormir, bastando cobrir seus olhos, procedimento feito com o velo de ouro.
Por outro lado, existem verbetes sobre "tecnologia marciana" no manual do universo Ducktales, embora os marcianos não tenham sido descoberto até a data de impressão do livro. Uma das raras informações relevantes que não consta no Manual é a ordem de classificação dos Cavaleiros Templários originais, mostrado na história A Letter From Home (Anders And & Co. 2004-09, em 2004).
Em geral, é uma enciclopédia mínima (embora o subconjunto dos artigos seja extraordinariamente bem selecionado), disponível somente aos escoteiros-mirins. (É possível discutir que o mais próximo que existiria na vida real seria uma enciclopédia eletrônica, como a Wikipédia, com uma função da busca; entretanto, o Manual dos Escoteiros vem sempre em papel.)
Uma habilidade essencial de um escoteiro-mirim é conseguir achar rapidamente uma informação no Manual em caso de situação perigosa, como ataque de urso, terremoto, ou saltar de um avião sem pára-quedas.
Tal como os Escoteiros-Mirins são claramente inspirados pelo Movimento Escoteiro, seu Manual também é. O manual real (pelo menos na década de 1950) era do mesmo tamanho que o fictício.

## Obras derivadas
Em muitos países as editoras de quadrinhos Disney lançaram edições de "Manuais do Escoteiro-Mirim" sob a forma de mini-enciclopédias para crianças. Alguns exemplos:

### Itália
A Editora Mondadori publicou entre 1969 e 1974 uma coleção de seis volumes, notável pelas ilustrações de Giovan Battista Carpi. Outros nove volumes foram lançados pela Disney Italia entre 1992 e 1999. A mesma editora publicou em 1994 o Maxi Manuale delle Giovani Marmotte, reunindo o melhor dos seis volumes da série original, e o Nuovo Manuale delle Giovani Marmotte (2003).

### Brasil
O Manual do Escoteiro-Mirim, versão brasileira do primeiro volume da coleção italiana, teve sua primeira edição em 1970 pela Editora Abril. Deu origem a uma extensa série de manuais Disney.